# حركة ضنك
حركة ضنك هي حركة شعبية مصرية أعلنت عن تأسيسها في 3 أغسطس سنة 2014. أنشأها بعض الشباب المصري، ظهرت في الساحة المصرية عقب تردي الأحوال المعيشية التي شهدتها مصر في 2014 والتي تمثلت في تكرار انقطاع الكهرباء لساعات طويلة في أنحاء البلاد وعن بعض المرافق الحيوية، وكذلك بدء رفع الدعم عن المحروقات، الذي تبعه ارتفاعا لأسعار السلع والمواصلات. ولفظ ضنك هو مصطلح شائع الاستخدام في مصر للتعبير عن صعوبة الحياة. أغلب أعضاء الحركة من الشباب الذين لا ينتمون إلى تيار أو حزب سياسي معين.

## بداية الحركة
في 3 أغسطس 2014 أعلن نشطاء تدشين الحركة التي عرفت نفسها بأنها: "حركة شبابية واقتصادية، تقف في صف الغلابة"، معتبرة أن "الجوع" و“الفقر" و“الظلم" و“المرض" هي أخطر ما يواجه المواطن المصري.

## ثورة الغلابة
أعلنت الحركة عن تنظيمها لأولى فعالياتها الكبيرة، في صورة تظاهرات في يوم 9 سبتمبر من عام 2014 بعنوان ثورة الغلابة، ولفظ غلابة يعني الطبقة الفقيرة، وقد تم دعوة المتظاهرين للتجمع أمام المجمعات الاستهلاكية والتي من المفترض ان يكون بها مواد غذائية بسعر مناسب لغير القادرين. وفي نهاية اليوم أعلنت الحركة بيانا ذكرت فيه قيامها بتنفيذ 70 فعالية في 19 محافظة.

## انتقادات
وجهت بعض وسائل الإعلام النقد لتلك الحركة متهمة إياها بأنها تابعة لجماعة الإخوان المسلمين، خاصة بعد أن وصل عدد متابعي صفحة الحركة إلى أكثر من 300 ألف خلال شهر، وهو الاتهام الذي رفضته المتحدثة باسم الحركة وقالت إن الحركة لا يمكن تصنيفها كتابع للإخوان بل إن فيها من هو كاره للإخوان.